# Henry W. Blair

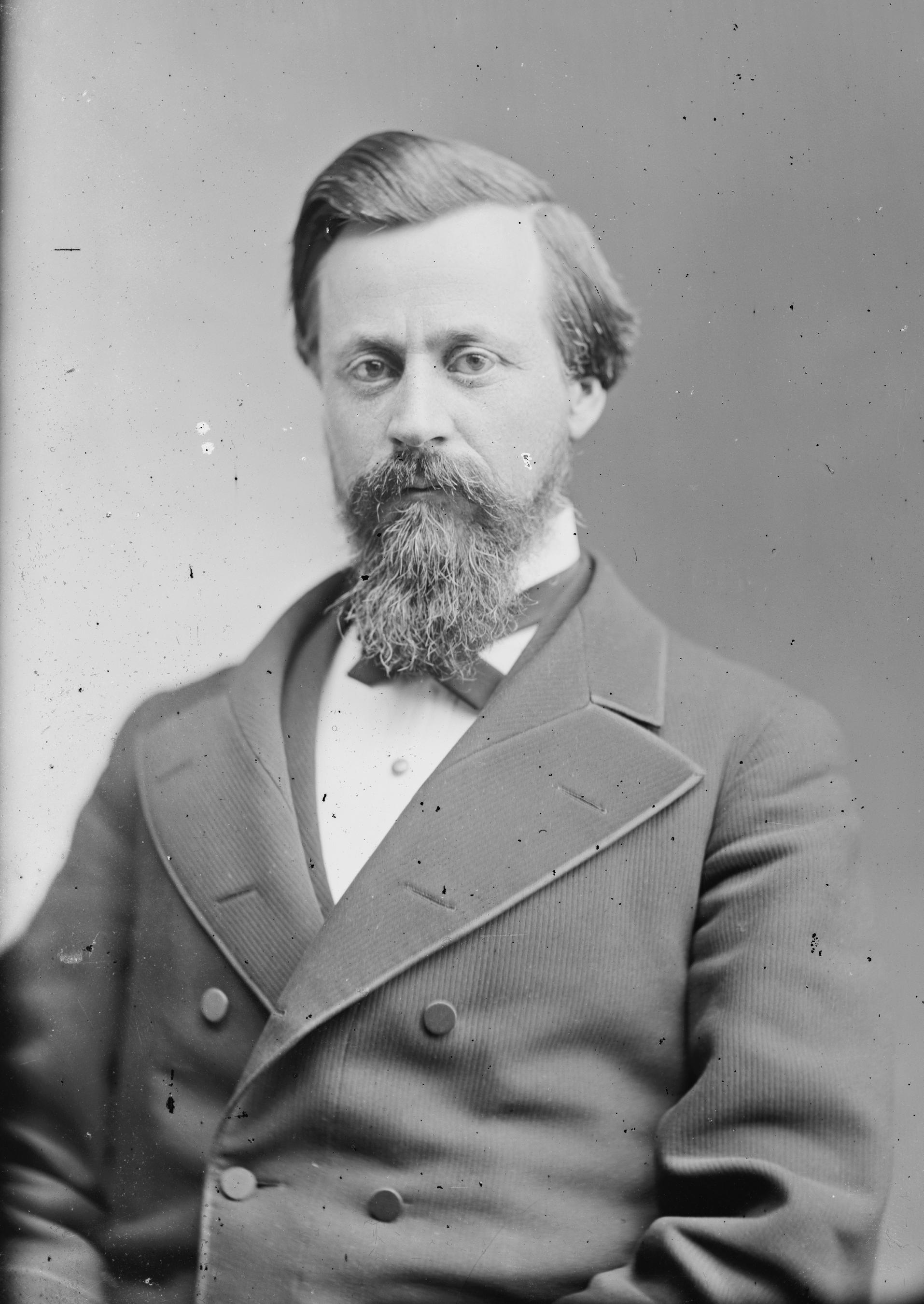
Henry W. Blair

Henry William Blair (* 6. Dezember 1834 in Campton, Grafton County, New Hampshire; † 14. März 1920 in Washington, D.C.) war ein US-amerikanischer Politiker (Republikanische Partei). Er vertrat den Bundesstaat New Hampshire im US-Repräsentantenhaus und im US-Senat.

## Werdegang
Henry Blair besuchte Gemeinschaftsschulen und Privatakademien, studierte Jura und wurde schließlich 1859 als Anwalt zugelassen. Anschließend fing er an in Plymouth zu praktizieren. Im nachfolgenden Jahr (1860) wurde er zum Staatsanwalt von Grafton County ernannt. Ferner diente er während des Sezessionskrieges in der United States Army im Dienstgrad eines Lieutenant Colonel im 15. Regiment der New Hampshire Volunteer Infantry.
Blair entschied sich 1866 eine politische Laufbahn einzuschlagen, als er nach dem Krieg für einen Sitz im Repräsentantenhaus von New Hampshire kandidierte und nach erfolgreicher Wahl dort ein Jahr tätig war. In dieser Zeit wurde er in den Senat von New Hampshire gewählt, wo er von 1867 bis 1868 verblieb. Einige Jahre später wurde er in den 44. und den 45. US-Kongress gewählt. Dort war er vom 4. März 1875 bis zum 3. März 1879 tätig. In dieser Zeit legte er dem Kongress 1876 die erste Prohibitionsnachbesserung vor, die je dort vorgelegt wurde. Er entschied sich 1878 nicht für eine Wiederwahl anzutreten, jedoch wurde er am 17. Juni 1879 in den US-Senat gewählt, um dort eine freie Stelle zu füllen. Mit seiner Wahl löste er Charles Henry Bell ab, der das Amt nur vorübergehend innehatte. Offiziell hatte Blair das Amt des Senators (Class 3) vom 20. Juni 1879 bis zum 3. März 1885 inne. Durch die Umstände, dass sein Nachfolger am 4. März 1885 seine Stellung nicht antrat und die State Legislature außerhalb ihrer Session war, wurde er am 5. März 1885 für eine weitere Amtszeit in den US-Senat berufen. Offiziell wurde er dann am 17. Juni 1885 in den US-Senat gewählt. Seine zweite Amtszeit lief vom 10. März 1885 bis zum 3. März 1891. Blair kandidierte 1891 erfolglos für eine Wiederwahl. Während seiner Zeit im US-Senat war er als Vorsitzender des Committee on Education and Labor (vom 47. bis zum 51. US-Kongress) tätig.
Während der Amtszeit von US-Präsidenten Benjamin Harrison lehnte Blair eine Ernennung zum Richter am Bundesbezirksgericht für den District of New Hampshire ab. Allerdings nahm er am 6. März 1891 eine Ernennung zum Envoy Extraordinary and Minister Plenipotentiary in China an. Jedoch wurde er kurze Zeit später durch die chinesische Regierung zu persona non grata ernannt, was zu seinem Abschied am 6. Oktober 1891 führte. Nach seiner Rückkehr in die Vereinigten Staaten wurde er später in das US-Repräsentantenhaus gewählt, wo er vom 4. März 1893 bis zum 3. März 1895 tätig war. Er entschied sich 1894 nicht für eine Wiederwahl anzutreten. Daraufhin ging er bis zu seinem Tod 1920 seiner Tätigkeit als Anwalt in einer Praxis in Washington nach. Anschließend wurde er auf dem Campton Cemetery beigesetzt.